# Комарів (Стрийський район)
Комарі́в — село в Україні, у Стрийському районі Львівської області. Населення становить 428 осіб. Орган місцевого самоврядування — Стрийська міська громада.

## Історія
Перша згадка про село є у грамоті Яна Тарновського від 23 квітня 1400 р., коли він проводив межу села Верчани з сусідніми селами Лотатники, Ярошин демнею, Репехович демнею, Хильчич демнею, Михалковом, Коморовом.
1 серпня 1934 р. в Стрийському повіті Станиславівського воєводства було створено гміну Дашава з центром в Дашаві. В склад гміни входили сільські громади: Ходовичі, Дашава, Гельсендорф, Комарів, Лотатники, Олексичі, Підгірці, Стриганці, Піщани (в 1934 році село мало назву Татарське), Верчани і Йосиповичі.

## Політика

### Парламентські вибори, 2019
На позачергових парламентських виборах 2019 року у селі функціонувала окрема виборча дільниця № 461484, розташована у приміщенні школи.
Результати
- зареєстровано 307 виборців, явка 77,20%, найбільше голосів віддано за «Слугу народу» — 26,58%, за всеукраїнське об'єднання «Батьківщина» — 22,36%, за «Європейську Солідарність» і «Голос» — 11,39%.[3] В одномандатному окрузі найбільше голосів отримав Олег Канівець (Громадянська позиція) — 28,69%, за Володимира Наконечного (Слуга народу) — 18,57%, за Василя Загородного (самовисування) — 12,66%[4].

## Соціальна сфера
В селі є церква, працює початкова школа з 1-го по 4-й класи. Працює медичний пункт та магазин.